# Roccia della genesi

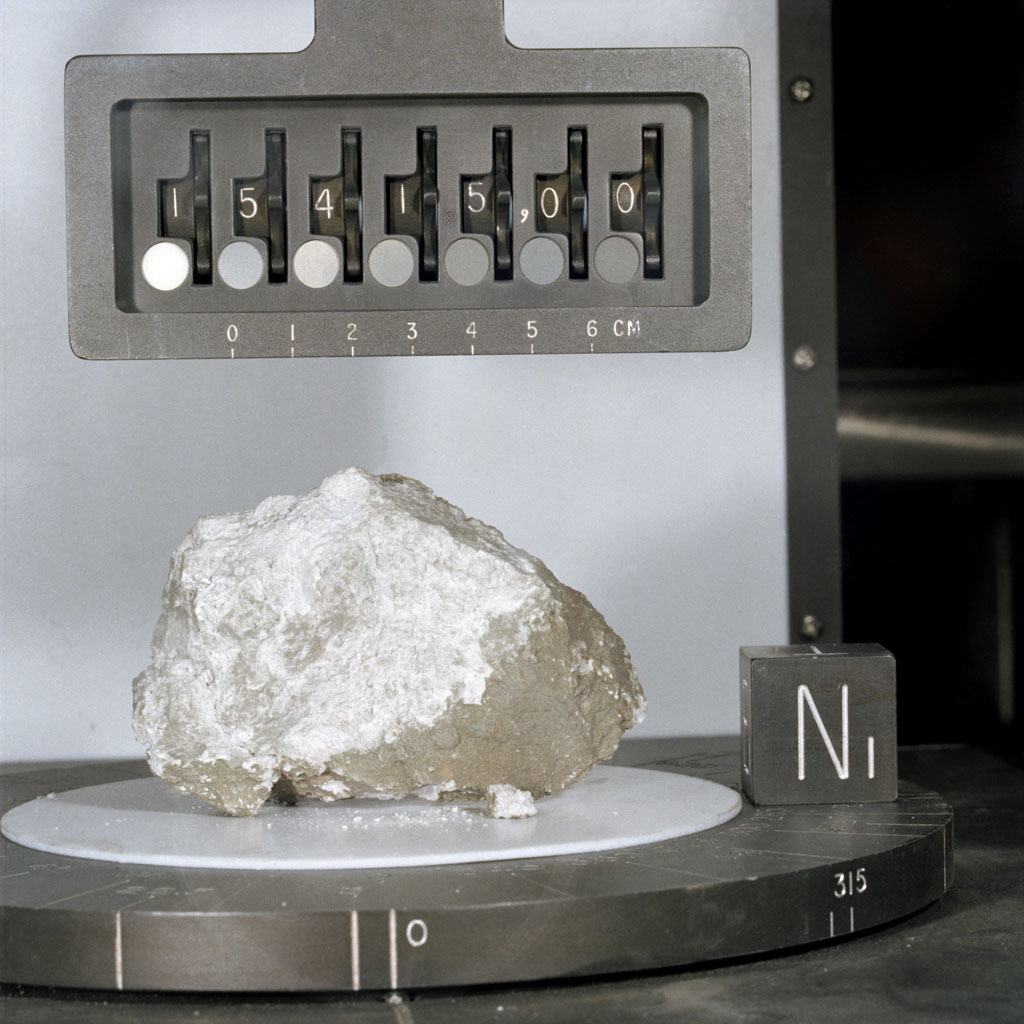
La Roccia della genesi

Roccia della genesi è il nome dato a un campione lunare recuperato dagli astronauti James Irwin e David Scott durante la missione Apollo 15 nel 1971. È attualmente conservata nella Lunar Sample Laboratory Facility a Houston, in Texas, con il codice di inventario 15415.
Analisi chimiche effettuate su questa roccia indicano che si tratta di anortosite, composta principalmente da anortite. La roccia della genesi si formò nelle prime fasi dello sviluppo del Sistema solare, almeno 4 miliardi di anni fa.
Inizialmente si pensò che la roccia potesse essere una sezione della crosta primordiale della Luna, ma successive analisi dimostrarono che la roccia aveva "solo" tra i 3,9 e i 4,1 miliardi di anni, risultando quindi più recente rispetto agli inizi della formazione del satellite. Si formò dopo che la crosta lunare si solidificò. Si tratta comunque di una roccia estremamente antica, formatasi durante il periodo Pre-Nettariano.
Fu dopo gli studi di questo frammento lunare che fu formulata la cosiddetta teoria dell'impatto gigante, secondo la quale la Luna si sarebbe formata dai detriti sprigionati dall'impatto con la Terra di un corpo delle dimensioni di Marte.